# Feichtenalm
Die Feichtenalm ist eine Alm im Ortsteil Sachrang der Gemeinde Aschau im Chiemgau im oberbayerischen Landkreis Rosenheim.

## Denkmalschutz
Die Almhütte der Feichtenalm steht unter Denkmalschutz und ist unter der Nummer D-1-87-114-129 in die Bayerische Denkmalliste eingetragen.

## Baubeschreibung
Die Almhütte auf der Feichtenalm ist ein eingeschossiger Frackdachbau mit teils verputztem Bruchsteinmauerwerk. Das Gebäude ist mit dem Jahr 1812 bezeichnet. Direkt an die Hütte schließt eine große Koppel mit einer Klaubsteinmauer an. Ein weiterer Kaser nordöstlich der bestehenden Hütte ist verfallen.

## Heutige Nutzung
Die Alm ist verpachtet und wird laufend instand gehalten.

## Lage
Die Feichtenalm befindet sich an der Grenze zu Österreich, Teile der Almweiden liegen auf österreichischer Seite. Die Alm liegt auf einer Höhe von 1500 m ü. NN südlich des Klausenbergs.